# Sant Jaume de Sols de Riu
Sant Jaume de Sols de Riu és una església del municipi de la Baronia de Rialb (Noguera) que forma part de l'Inventari del Patrimoni Arquitectònic de Catalunya.

## Descripció
És una capella de planta rectangular orientada a Nord-est. Es troba encerclada pel mur del pati i els coberts del casal agrícola. És interessant la porta dovellada sobre impostes, rematada per una senzilla espadanya amb una campana. La coberta és a dues vessants. A la part posterior s'adossa un magatzem-celler de la mateixa època. La data que hi ha a la clau de les dovelles és "ANI / 1645".